# Villegats (Charente)
Pour les articles homonymes, voir Villegats.
Villegats (prononcé [vilga]) est une ancienne commune du sud-ouest de la France, située dans le département de la Charente (région Nouvelle-Aquitaine). Depuis le 1er janvier 2019, elle est une commune déléguée de Courcôme.
Ses habitants sont les Villegatois et les Villegatoises.

## Géographie

### Localisation et accès
Villegats est une commune du Nord Charente située à 4 km au sud de Ruffec et 38 km au nord d'Angoulême.
Le bourg de Villegats est aussi à 9 km à l'est de Villefagnan, 13 km au nord de Mansle, 18 km au nord-est d'Aigre, 37 km à l'ouest de Confolens, sa sous-préfecture, et 67 km de Poitiers.
La commune est bordée à l'est par la route nationale 10 entre Angoulême et Poitiers, qui passe juste à côté du bourg, desservi par la D 192 qui traverse la commune et la N.10.
La gare la plus proche est celle de Ruffec, desservie par des TER et TGV à destination d'Angoulême, Poitiers, Paris et Bordeaux.

### Hameaux et lieux-dits
Tout l'habitat est concentré près du bourg avec deux hameaux : la Croix et les Porcherons.

### Communes limitrophes
| La Faye          | Ruffec                | Barro                 |
| Courcôme         | Villegats             | Verteuil-sur-Charente |
| Tuzie (Courcôme) | Salles-de-Villefagnan |                       |

### Géologie et relief
Géologiquement, la commune est dans le calcaire du Jurassique du Bassin aquitain, comme tout le Nord-Charente. Plus particulièrement, le Callovien occupe la surface communale. Des grèzes ou groies du Quaternaire couvrent un vallon au sud du bourg,,.
Le relief de la commune est celui d'un plateau ondulé d'une altitude moyenne de 130 m. Le point culminant de la commune est à une altitude de 161 m, situé dans le bois des Gardes au nord du bourg. Le point le plus bas est à 91 m, situé sur la limite sud-est près des Nègres. Le bourg est à 122 m d'altitude.

### Hydrographie
Aucun cours d'eau ne passe dans la commune.

### Climat
Comme dans une grande partie du département, le climat est océanique aquitain, légèrement dégradé au nord du département.

## Toponymie
Les formes anciennes sont Villa Vasta en 1293, Villegast (non datée, Moyen Âge).
L'origine du nom de Villegats serait Villa vasta qui signifie « domaine inculte »,. Elle pourrait aussi remonter à un nom de personne germanique Gasto, ce qui correspondrait à Villa Gastone, « domaine de Gosto ».

## Histoire
Le hameau de la Chaussée, au nord et sur la limite orientale de la commune, était situé sur l'ancienne voie romaine de Périgueux à Poitiers et Nantes par Montignac et Rom (Deux-Sèvres) appelée aussi la Chaussada (ancienne route nationale 10 entre Mansle et Chaunay). Une tessonnière antique y a été observée, s'étendant aussi sur Barro. Elle correspond à un atelier de potier de l'époque flavienne, produisant de la céramique commune grise,.
Les plus anciens registres paroissiaux remontent à 1689.
Le 1er janvier 2019, elle est intégrée à la commune nouvelle de Courcôme tout comme Tuzie, ceci est acté par un arrêté préfectoral du 19 décembre 2018.

### Les Templiers et les Hospitaliers
Au Moyen Âge, les Templiers possédaient une importante commanderie, qui est passée aux Hospitaliers de l'ordre de Saint-Jean de Jérusalem lorsque celui des Templiers a été aboli en 1312.

## Administration
| Période                                  | Période  | Identité                                                   | Étiquette | Qualité                  |
| ---------------------------------------- | -------- | ---------------------------------------------------------- | --------- | ------------------------ |
| Les données manquantes sont à compléter. |          |                                                            |           |                          |
| 1977                                     | 2008     | Michel Jeannière                                           |           | agriculteur              |
| 2008                                     | En cours | Marc Vigier (maire délégué) Réélu pour le mandat 2020-2026 |           | Retraité travaux publics |

## Démographie

### Évolution démographique
L'évolution du nombre d'habitants est connue à travers les recensements de la population effectués dans la commune depuis 1793. Pour les communes de moins de 10 000 habitants, une enquête de recensement portant sur toute la population est réalisée tous les cinq ans, les populations de référence des années intermédiaires étant quant à elles estimées par interpolation ou extrapolation. Pour la commune, le premier recensement exhaustif entrant dans le cadre du nouveau dispositif a été réalisé en 2006.

En 2016, la commune comptait 217 habitants, en évolution de −6,06 % par rapport à 2010 (Charente : −0,48 %, France hors Mayotte : +2,11 %).
| 1793 | 1800 | 1806 | 1821 | 1831 | 1841 | 1846 | 1851 | 1856 |
| ---- | ---- | ---- | ---- | ---- | ---- | ---- | ---- | ---- |
| 453  | 485  | 452  | 513  | 550  | 461  | 524  | 468  | 433  |

| 1861 | 1866 | 1872 | 1876 | 1881 | 1886 | 1891 | 1896 | 1901 |
| ---- | ---- | ---- | ---- | ---- | ---- | ---- | ---- | ---- |
| 388  | 394  | 407  | 382  | 384  | 355  | 354  | 347  | 324  |

| 1906 | 1911 | 1921 | 1926 | 1931 | 1936 | 1946 | 1954 | 1962 |
| ---- | ---- | ---- | ---- | ---- | ---- | ---- | ---- | ---- |
| 315  | 298  | 268  | 252  | 237  | 238  | 250  | 230  | 262  |

| 1968 | 1975 | 1982 | 1990 | 1999 | 2006 | 2011 | 2016 | - |
| ---- | ---- | ---- | ---- | ---- | ---- | ---- | ---- | - |
| 234  | 209  | 258  | 245  | 263  | 246  | 225  | 217  | - |

### Pyramide des âges
| Hommes | Classe d’âge | Femmes |
| ------ | ------------ | ------ |
| 0,0    | 90 ans ou +  | 1,5    |
| 9,5    | 75 à 89 ans  | 10,0   |
| 19,8   | 60 à 74 ans  | 13,8   |
| 22,4   | 45 à 59 ans  | 24,6   |
| 22,4   | 30 à 44 ans  | 20,0   |
| 14,7   | 15 à 29 ans  | 9,2    |
| 11,2   | 0 à 14 ans   | 20,8   |

| Hommes | Classe d’âge | Femmes |
| ------ | ------------ | ------ |
| 0,5    | 90 ans ou +  | 1,6    |
| 8,2    | 75 à 89 ans  | 11,8   |
| 15,2   | 60 à 74 ans  | 15,8   |
| 22,3   | 45 à 59 ans  | 21,5   |
| 20,0   | 30 à 44 ans  | 19,2   |
| 16,7   | 15 à 29 ans  | 14,7   |
| 17,1   | 0 à 14 ans   | 15,4   |

## Économie

### Agriculture
La viticulture occupe une petite partie de l'activité agricole. La commune est située dans les Bons Bois, dans la zone d'appellation d'origine contrôlée du cognac.

## Lieux et monuments
- L'église paroissiale Saint-Benoît du XIIe siècle est à chevet plat. Elle a été construite par l'ordre de Saint-Jean de Jérusalem, et fut confiée en vicairie perpétuelle à l'abbaye Notre-Dame de Nanteuil[22].

- La commanderie de Villegats a été une maison forte entourée d'une double enceinte de murailles et de fossés. C'était une commanderie de Templiers attestée dès 1194; elle sera ensuite donnée aux Hospitaliers[23]. Elle abrite une ancienne chapelle Saint-Fiacre.

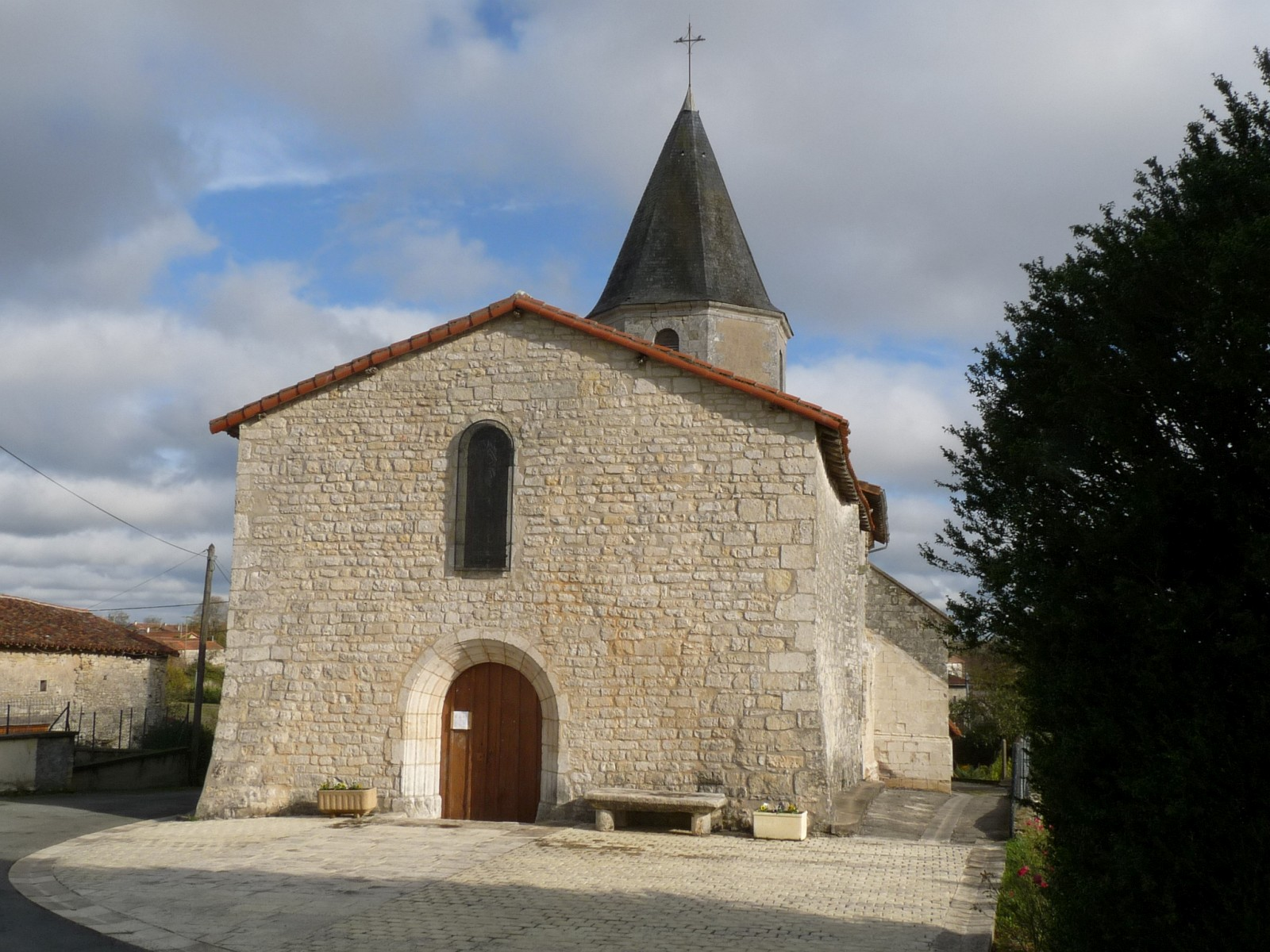
L'église Saint-Benoît
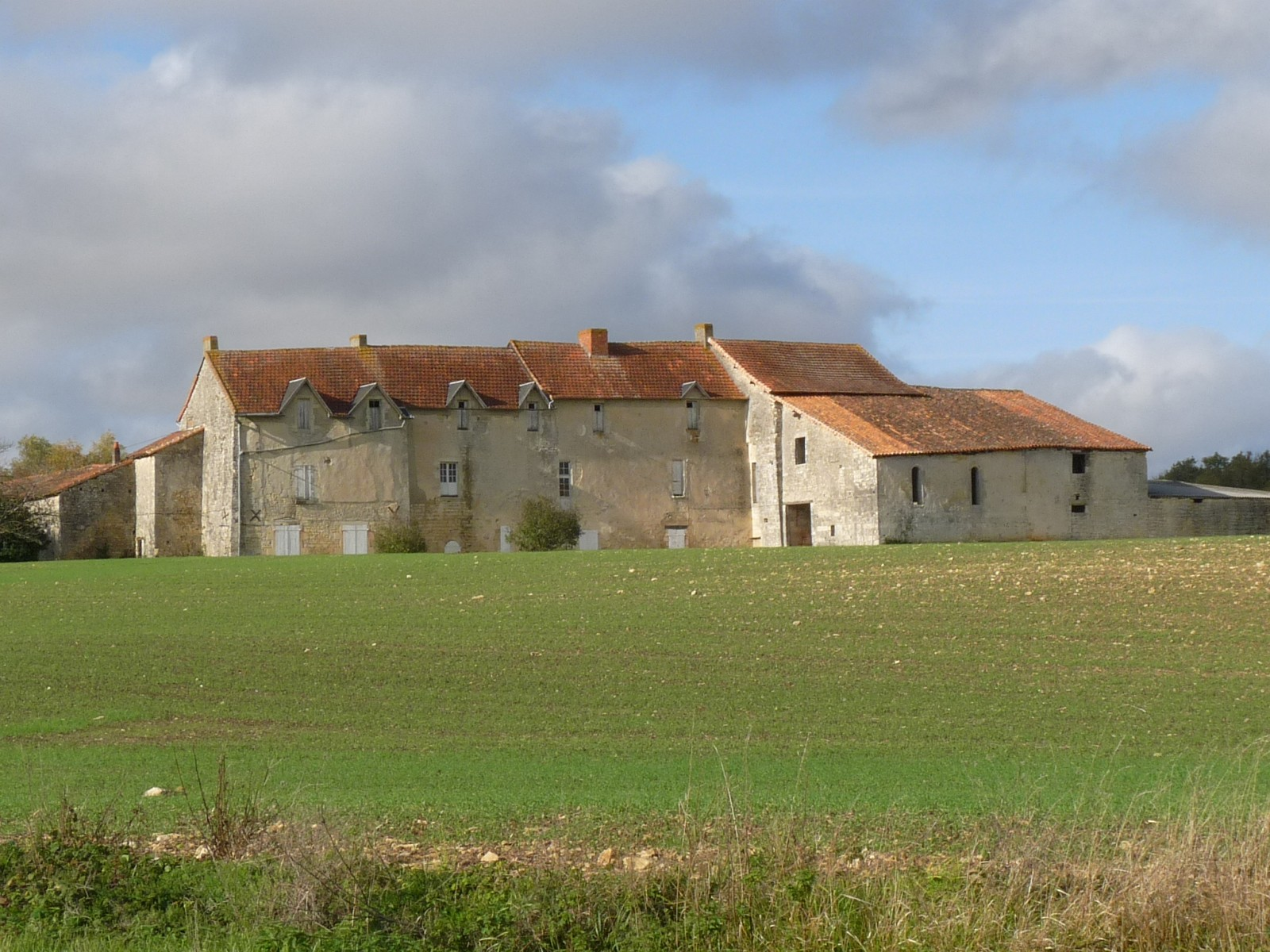
La Commanderie